# Taylor Mill (Kentucky)
Pour les articles homonymes, voir Taylor Mill.
Taylor Mill est une ville américaine située dans le comté de Kenton, dans le Kentucky. Selon le recensement de 2020, sa population est de 6 873 habitants.